# Colpochila vanga
Colpochila vanga är en skalbaggsart som beskrevs av Britton 1986. Colpochila vanga ingår i släktet Colpochila och familjen Melolonthidae. Inga underarter finns listade i Catalogue of Life.